# Souveraineté de la rivière Orange
3 février 1848 – 11 mars 1854
Entités suivantes :
- État libre d'Orange

La souveraineté de la rivière Orange (Orange River Sovereignty) (1848-1854), également appelé Transorange, était une possession britannique située en Afrique australe entre les fleuves Orange et Vaal. En 1854, elle devint la république boer de l'État libre d'Orange.

## Historique
Le 8 octobre 1845, le capitaine William Sutton était nommé résident britannique sur les territoires tribaux situés à la frontière nord-est de la colonie du Cap. 
En 1846, son successeur, le capitaine Henry Douglas Warden achetait une ferme en un lieu qui prit le nom de Bloemfontein, appelé à devenir le chef-lieu du territoire. 
Le 3 février 1848, Sir Harry Smith proclama la souveraineté britannique sur la région dénommée alors Transorange. 
Le 29 août 1848, les Boers, chassés de Natal en 1843, se heurtent aux forces britanniques à Boomplats et sont repoussés au nord du Vaal. La Grande-Bretagne annexe l’État d'Orange.
Un conseil législatif et une haute cour de justice furent établis alors que le territoire, tribal et peu peuplé, était officiellement nommé Orange River Sovereignty. 
En octobre 1849, le roi sotho Moshoeshoe s'accordait avec les autorités britanniques sur les frontières du territoire du Basutoland au sein de la souveraineté de la rivière Orange.  
Cependant, le résident britannique disposait de peu de moyens pour faire régner l'ordre et en 1850, des escarmouches opposèrent les Boers à plusieurs tribus locales ou celles-ci entre elles. En 1851, le roi Moshesh concluait un accord avec le chef voortrekker Andries Pretorius afin d'obtenir un traité avec les Britanniques. 
À la suite de la décision britannique d'abandonner la souveraineté sur la Transorange, les 15 000 Boers et Européens établis dans l'embryon de colonie élurent des représentants à Bloemfontein en juin 1852 afin de faire pression pour garder la souveraineté britannique sur le territoire. Sans succès. Le résident britannique les encouragea à former une assemblée constituante avant de prononcer le 30 janvier 1854, la proclamation d'abandon de la souveraineté britannique sur la Transorange. 
Le 23 février 1854, les Britanniques reconnaissaient lors de la convention de Bloemfontein l'indépendance du territoire. Le 11 mars, la garnison britannique quitta Bloemfontein. Un gouvernement boer fut immédiatement installé et la république proclamée sur le territoire désormais nommé état libre d'Orange.